# Aloe dependens
Aloe dependens é uma espécie de liliopsida do gênero Aloe, pertencente à família Asphodelaceae.